# Loreto-di-Tallano
Loreto-di-Tallano är en kommun i departementet Corse-du-Sud på ön Korsika i Frankrike. Kommunen ligger  i kantonen Tallano-Scopamène som tillhör arrondissementet Sartène. År 2022 hade Loreto-di-Tallano 49 invånare.

## Befolkningsutveckling
Antalet invånare i kommunen Loreto-di-Tallano
Referens:INSEE